# Мафалда Савојска
Принцеза Мафалда од Савоја (19. новембар 1902. — 28. август 1944.) је била друга ћерка италијанског краља Виториа Емануела III и његове супруге Јелене Савојске од Црне Горе. Њени баба и деда по мајци су били црногорски краљ Никола I и његова супруга Милена Вукотић, а баба и деда по оцу били су италијански краљ Умберто I и његова супруга Маргерита Савојска.
Будући краљ Италије Умберто II био је њен млађи брат. 1925. године када је имала 22 године удала се за грофа од Хесена, Филипа. Имали су четворо деце. 
1943. године, током Другог светског рата била је затворена у концентрациони логор Бухенвалд где је и умрла. Током рата 1943. године Мафалда је била преварена да оде у немачку амбасаду, како јој је речено да би разговарала са својим мужем. Међутим њен муж Филип је већ био затворен у концентрационом логору. Када је стигла у нацистичку Немачку Мафалда је ухапшена и затворена у логор.
Савезничке снаге су 24. августа 1944. године бомбардовале фабрику муниције у Бухенвалду где је Мафалда задобила опекотине на левој руци и лицу. Убрзо након тога јој се рана на руци инфицирала и морала је да буде оперисана. Услед великог губитка крви током операције умрла је у ноћи 28. августа.

## Рани живот: 1902-1925
Мафалда Марија Елизабета Ана Романа рођена је 19. новембра 1902. године у Риму, а крштена је у Квириналској палати 15. децембра исте године. Имала је четворо браће и сестара: Јоланду, Умберта, Ђовану и Марију Франческу.
У детињству је била најближа мајци, од које је наследила љубав према музици и уметности. Током Првог светског рата заједно са својом мајком је обилазила италијанске војне болнице.

## Брак: 1925-1943
23. септембра 1925. године у дворцу Ракониђи, у присуству целе краљевске породице Мафалда се удала за принца Филипа од Хесена, унука немачког цара Фридриха III ког је упознала на једној забави раније те године. Филип и његов брат Кристоф су били чланови Нацистичке партије. Филипов брак са Мафалдом га је довео у позицију да делује као посредник између Националне Социјалистичке владе у Немачкој и фашистичке владе у Италији која је била на власти од 1922. године.
26. марта 1935. године Мафалда је била присутна неформалној дипломатској вечери коју је одржао Адолф Хитлер у дому председништва Рајха у Берлину.
Током Другог светског рата, Адолф Хитлер је веровао да принцеза Мафалда подрива немачки режим и напоре Немачке и према записима из Гебелсовог дневника назвао ју је ’’најцрњом стрвином у италијанској краљевској кући’’. Не зна се одакле је потекла идеја о Мафалдином раду против фашистичког режима с обзиром да она није била заинтересована за политику и није се мешала у мужевљеве послове. На осногу Гебелсовог дневника види се да је Хитлер мислио да је свог зета, бугарског краља Бориса III ког је према његовом веровању отровала по налогу своје породице.

## Затварање и смрт: 1943-1944
Однос између принца Филипа и Хитлера почео је да се погоршава на пролеће 1943. године, након чега је Филип покушао и да поднесе оставку, али је био спречен у томе. Према наводима нациста он је обезбедио пасоше за групе јевреја како би им омогућио да побегну у Холандију.
Почетком септембра 1943. године Мафалда је отпутовала у Бугарску како би присуствовала сахрани свог зета, бугарског краља Бориса ІІІ. Док је боравила тамо обавештена је да је Италија капитулирала и да се предала савезничким трупама, а да је њен муж Филип у кућном притвору у Баварској. Такође је обавештена да су њена деца добила уточиште у Ватикану.
Након италијанске предаје њу није имао ко да заштити и Хитлер је наредио њено хапшење. Тад је примила позив од немачке Врховне команде да одмах дође у њихову амбасаду јер имају важну поруку од њеног мужа. То је била превара и по доласку у амбасаду је ухапшена и послата у Минхен на испитивање.
Након тога је пребацују у Берлин, а затим у концентрациони логор Бухенвалд. То је уједно била освета њеној породици која се окренула Савезницима.
У логору, Мафалда је заведена под именом Фрау вон Вебер, али су је италијански затвореници препознали. Живела је у изолованој бараки број 15, поред фабрике муниције. Мафалда је од рођења била крхког здравља и од хране коју је добијала је имала проблема са варењем, па је већину свог следовања давала другим затвореницима.
Савезничке снаге су 24. августа 1944. године бомбардовале фабрику муниције у Бухенвалду док је принцеза била у другој згради услед чега је добила опекотине по руци и врату, након чега је доктор из логора изабрао да изврши ампутацију повређене руке. Операција је за принцезу била смртоносна посто је умрла услед губитка велике количине крви.

## Послератни период
Тело принцезе Мафалде је послато без одеће у крематоријум, али ју је свештеник Џозеф Тил препознао и прокријумчарио њено тело ван логора. Ковчег под бројем 262 је покопан у оближњем Вајмару, без имена и икакве церемоније, а прамен њене косе је послао њеној породици. Након ослобођења 1945. године принцезин гроб је обележен, а 1951. године је њено тело пребачено у замак Кронберг у Хесену у породичну гробницу њеног мужа, где и данас почива.